# Takeshi Koike
Takeshi Koike (小池健, Koike Takeshi) est un réalisateur et un animateur japonais né le 26 janvier 1968 à Kaminoyama.
Il est principalement connu pour la série de courts métrages Animatrix et dernièrement, pour la réalisation du long métrage d'animation Redline.

## Œuvres
- 1987 – Wicked City (film) : Intervalles
- 1989 – Midnight Eye Goku (OAV) Intervalles
- 1989 – Yawara (en) (série télévisée) : animation clé
- 1990 – Cyber City Oedo 808 (série d’OAV) : chef-animateur mécanique
- 1990 – The Wind of Amnesia (film) animation clé
- 1991 – Urusei Yatsura : Always My Darling (film) animation clé
- 1992 – Giant Robo (série d’OAV) animation clé
- 1993 – Ninja Scroll (film) : animation clé
- 1993 – POPS (OAV) : animation clé
- 1994 – Kujaku-Oh (OAV) : character-design
- 1994 – Clamp in Wonderland (clip) : animation clé
- 1994 et 1995 – DNA2 (série télévisée puis OVA) : mechanical-design
- 1996 – Memories (omnibus), partie Stink Bomb : animation clé
- 1996 – X (film) : animation clé
- 1996 – Birdy the Mighty (OAV) : animation clé
- 1998 – Card Captor Sakura (série télévisée) : animation clé
- 1999 – Ninja Scroll (film) : chef-animateur
- 1999 – Jubei-chan (série télévisée) : chef-animateur (épisodes 10 et 11)
- 1999 – Card Captor Sakura (film) : animation clé
- 2000 – Kazemakase Tsukikage Ran (série télévisée) : animation clé
- 2000 – Hidamari no Ki (série télévisée) : animation clé
- 2000 – Hajime no Ippo (série télévisée) : animation clé
- 2000 – Card Captor Sakura : Fuuinsareta Card (film) : animation clé
- 2000 – Blood: The Last Vampire (film) : animation clé
- 2000 – Party 7 (film) : Opening, réalisation et animateur principal
- 2000 – SMAP Concert (Clips) Love Keitai ?, Love Jeans ?, Love Kayumi ? : réalisation, chef-animateur, character-design
- 2001 – Vampire Hunter D (film) : layout et animation clé
- 2002 – Trava: Fist Planet (Court-métrage) : réalisation, character-design, chef-animateur
- 2003 – Afro Samurai (épisode pilote) : réalisation et animateur clé
- 2003 – Animatrix (omnibus), partie Record du Monde : réalisateur
- 2003 – Texhnolyze (série télévisée) : animation clé (épisode 1)
- 2004 – Samurai Champloo (série télévisée) : animation clé (opening & épisode 5)
- 2004 – Dead Leaves (OAV) : animateur
- 2006 – Afro Samurai (série télévisée)
- 2010 – Redline (film) : réalisateur
- 2012 – Lupin III Mine Fujiko to Iu Onna (série) : chara-design
- 2014 –  Lupin III : Le Tombeau de Daisuke Jigen (Lupin III: Jigen Daisuke no Bohyō) : réalisateur
- 2017 – Lupin III Chikemuri no Ishikawa Goemon (Goemon Ishikawa's Spray of Blood) : réalisateur
- 2019 - Lupin III Mine Fujiko no Uso (Mine Fujiko's Lie) : réalisateur

### Publicités
- 1996 – « Aeon Flux CD-ROM » : animation clé
- 2004 – « FF VII Before Crisis » : animateur clé